# Marco Bretscher-Coschignano
Marco Bretscher-Coschignano (* 30. März 1988 in München) ist ein deutscher Schauspieler.

## Leben
Bretscher-Coschignano absolvierte von 2008 bis 2010 eine private Schauspielausbildung am Vocal Acting-Studio in München.
Er stand im Alter von sieben Jahren das erste Mal vor einer Filmkamera. In der Filmkomödie Das Superweib (1996) spielte er den Franz, den kleinen Sohn der weiblichen Hauptrolle Franziska, gespielt von Veronica Ferres. 1999 verkörperte er in dem Fernsehfilm Morgen gehört der Himmel dir den neunjährigen Jungen Frank, der an Leukämie erkrankt ist, und dem von der Krankenschwester auf der Kinderkrebs-Station (gespielt von Alexandra Kamp) sein letzter Wunsch erfüllt wird.
In der Filmkomödie Dich schickt der Himmel (2001) spielte er Patrick Schlemmer, den zwölfjährigen Sohn eines schusseligen Chemikers. Der Schauspieler Max Tidof äußerte sich in einem Interview über Bretscher-Coschignanos schauspielerische Fähigkeiten zusammenfassend: „Der Marco ist ganz toll. Der ist einfach irre gut. Mit Text, mit Spielen, mit allem. Der ist schon wirklich hundsbegabt.“ 2001 hatte er auch die Rolle des Max Jurak in dem Fernsehfilm Wie buchstabiert man Liebe?. An der Seite von Suzanne von Borsody verkörperte er den Sohn der Analphabetin Anna, der mit seiner Mutter das Lesen übt und ihr dabei hilft, ihre Defizite vor der Umwelt zu verbergen. In dem ZDF-Fernsehfilm Mein Mann, mein Leben und du war er 2003 als pubertierender Filmsohn von Barbara Wussow zu sehen.
Unter der Regie von Erwin Keusch übernahm er die Rolle des sechzehnjährigen Kai in dem Fernsehdrama Sehnsucht nach Liebe (2004). Er spielte den Sohn einer alleinerziehenden Dorfpfarrerin (Barbara Rudnik), der die sich anbahnende Beziehung seiner Mutter zu einem jüngeren Kirchenmusiker voller Misstrauen und Eifersucht beobachtet. In dem Familiendrama Die Leibwächterin (2005) war er als Philipp zu sehen, der drogensüchtige Sohn der Personenschützerin Mona Dengler (Ulrike Folkerts). In dem Psychothriller Der Mörder meines Vaters spielte er 2004 an der Seite von Herbert Knaup und Barbara Auer den 17-jährigen Julian Feldhof, der im Alter von zwölf Jahren Zeuge an dem Mord seines Vaters wurde und seither an diesem Trauma leidet. Mit Herbert Knaup drehte er auch die Liebeskomödie Mein Vater, seine Neue und ich (2005); als Ben verliebt sich seine Mitschülerin April, Knaups Filmtochter, in ihn. In der ZDF-Fernsehreihe Das Duo spielte er in dem Film Der Sumpf (Erstausstrahlung: Oktober 2006) den Tom Vandenbrook; er verkörperte den drogenabhängigen Sohn von Robert Vandenbrook (Jan-Gregor Kremp), einem alten Freund der Hauptkommissarin Marion Ahrens.
2008 hatte er eine kleinere Rolle als Dominik in dem Kinofilm Die Welle. 2009 war er in dem Liebesfilm 40+ sucht Liebe als Tobi Simon zu sehen; er verkörperte den mitfühlenden, sympathischen Sohn einer alleinerziehenden, erfolgreichen Lektorin, der seiner Mutter (Nina Kronjäger) in ihren Liebesverwirrungen beisteht und versucht, ihr seinen Wunsch nach Selbständigkeit zu erklären.
In der Fernsehserie Das Traumschiff war er 2009 als junger, begabter Pianist Alexander Brenner zu sehen, der sich unsterblich, aber letztlich hoffnungslos, in die Fitnesstrainerin (Inka Bause) verliebt. Seit 2010 ist er beim Bayerischen Rundfunk in der Daily-Soap Dahoam is Dahoam in einer wiederkehrenden Serienrolle als Schreinergeselle Korbinian „Korbi“ Vogl zu sehen. Er spielte den Freund der Serienrolle Yvonne „Yvi“ Preissinger, welcher dann beruflich nach China ging und später wieder nach „Lansing“ zurückkehrte.
Im Dezember 2016 war Bretscher-Coschignano in der ZDF-Fernsehreihe Kreuzfahrt ins Glück in einer Hauptrolle zu sehen. Er spielte den jungen Bräutigam Kevin Müller, der seine Reise in die Flitterwochen auf einer Hochzeitsmesse gewonnen hat. In der Culture-Clash-Fernsehkomödie Servus, Schwiegersohn! (2019) verkörperte er den in die weibliche Hauptfigur verliebten, aber chancenlosen Dorfpolizisten Bene.
Bretscher-Coschignano war außerdem in Episodenrollen in zahlreichen Fernsehserien zu sehen, unter anderem in Medicopter 117 – Jedes Leben zählt, Der Kriminalist, Notruf Hafenkante, Unser Charly, SOKO Leipzig, SOKO Kitzbühel, SOKO Köln, Die Bergretter und Die Chefin. Mehrfach hatte er Rollen in der Krimiserie Der Alte und der Krimireihe Tatort.
Marco Bretscher-Coschignano lebt in München.

## Filmografie (Auswahl)
- 1996: Das Superweib
- 1999: Morgen gehört der Himmel dir (Fernsehfilm)
- 2000: Für alle Fälle Stefanie – Eine richtige Familie (Fernsehserie, eine Folge)
- 2000: Tatort – Kleine Diebe (Fernsehreihe)
- 2001: Dich schickt der Himmel (Fernsehfilm)
- 2001: Wie buchstabiert man Liebe? (Fernsehfilm)
- 2003: Mein Mann, mein Leben und du (Fernsehfilm)
- 2004: Der Wunschbaum (TV-Miniserie)
- 2004: Sehnsucht nach Liebe (Fernsehfilm)
- 2005: Der Mörder meines Vaters (Fernsehfilm)
- 2005: Mein Vater, seine Neue und ich (Fernsehfilm)
- 2005: Die Leibwächterin (Fernsehfilm)
- 2006: Medicopter 117 – Jedes Leben zählt – Feuer
- 2006: Zwei zum Fressen gern (Fernsehfilm)
- 2006: Das Duo – Der Sumpf (Fernsehserie, eine Folge)
- 2006: Der Kriminalist – Gefallene Engel (Fernsehserie, eine Folge)
- 2006: Agathe kann’s nicht lassen – Mord mit Handicap (Fernsehreihe)
- 2007: SOKO Leipzig – Am Abgrund (Fernsehserie, eine Folge)
- 2008: Tatort – Liebeswirren (Fernsehreihe)
- 2008: Die Welle
- 2008: Der Alte – Folge 331: Sanft entschlafen
- 2008: Unser Charly – Helfer und Freunde (Fernsehserie, eine Folge)
- 2009: 40+ sucht neue Liebe (Fernsehfilm)
- 2009: Die Drachen besiegen (Fernsehfilm)
- 2009: Notruf Hafenkante (Fernsehserie, Folge Heimliche Liebe)
- 2009: Das Traumschiff – Emirate (Fernsehreihe)
- 2010: SOKO Kitzbühel – Die letzte Chance (Fernsehserie, eine Folge)
- seit 2010: Dahoam is Dahoam (Fernsehserie; Serienrolle)
- 2011: Von Mäusen und Lügen (Fernsehfilm)
- 2011: Das dunkle Nest (Fernsehfilm)
- 2012: SOKO Köln – Silvanas Geheimnis (Fernsehserie, eine Folge)
- 2014: Die Bergretter – Abgerauscht (Fernsehserie, eine Folge)
- 2015: SOKO 5113 – Ore-Ore (Fernsehserie, eine Folge)
- 2015; 2020: Die Chefin – (Fernsehserie, zwei Folgen)
- 2016: Kreuzfahrt ins Glück – Hochzeitsreise nach Apulien (Fernsehreihe)
- 2019: Tonio & Julia – Schulden und Sühne (Fernsehreihe)
- 2019: Servus, Schwiegersohn! (Fernsehfilm)
- 2022: Die Rosenheim-Cops – Das Wasser zum Glück (Fernsehserie, eine Folge)
- 2022: Watzmann ermittelt – Zwei Väter (Fernsehserie, eine Folge)
- 2025: Watzmann ermittelt – Die Maske (Fernsehserie, eine Folge)